# Szurkowa Polanka
Szurkowa Polanka lub Szurkówka (słow. Šurkovka) – polana w Dolinie Bobrowieckiej Orawskiej w słowackich Tatrach Zachodnich. Jest to niewielka polanka znajdująca się w orograficznie lewym odgałęzieniu tej doliny zwanym Doliną Suchą Orawicką.
Szurkowa Polanka położona jest na rozszerzeniu dna Doliny Suchej Orawickiej, na wysokości 910 m n.p.m., na całkowicie płaskim terenie. Południowo-wschodnim obrzeżem polanki przepływa Suchy Potok. Dawniej polana była własnością wsi Brzozowica, potwierdzają to dokumenty z 1615 r., a cała Dolina Sucha Orawicka była terenem wypasowym tej miejscowości. Po utworzeniu TANAP-u wypas zniesiono, później zamknięto również szlak turystyczny prowadzący przez tę dolinę na Osobitą. Cała dolina znajduje się na obszarze TANAP-u, jest jednak wykorzystywana gospodarczo – odbywa się w niej wyrąb lasu, a na Szurkowej Polance urządzono skład drzewa. Od dobrej, asfaltowej drogi biegnącej Doliną Bobrowiecką przy polanie Waniczka odgałęzia się również dobra, bita droga do Szurkowej Polanki (i dalej). Nadzór nad eksploatacją tego terenu prowadzi leśniczówka Bobrowiec (horaréň Bobrovec).